# Saropogon carbonarius
Saropogon carbonarius là một loài ruồi trong họ Asilidae. Saropogon carbonarius được Philippi miêu tả năm 1865.